# پای قورباغه

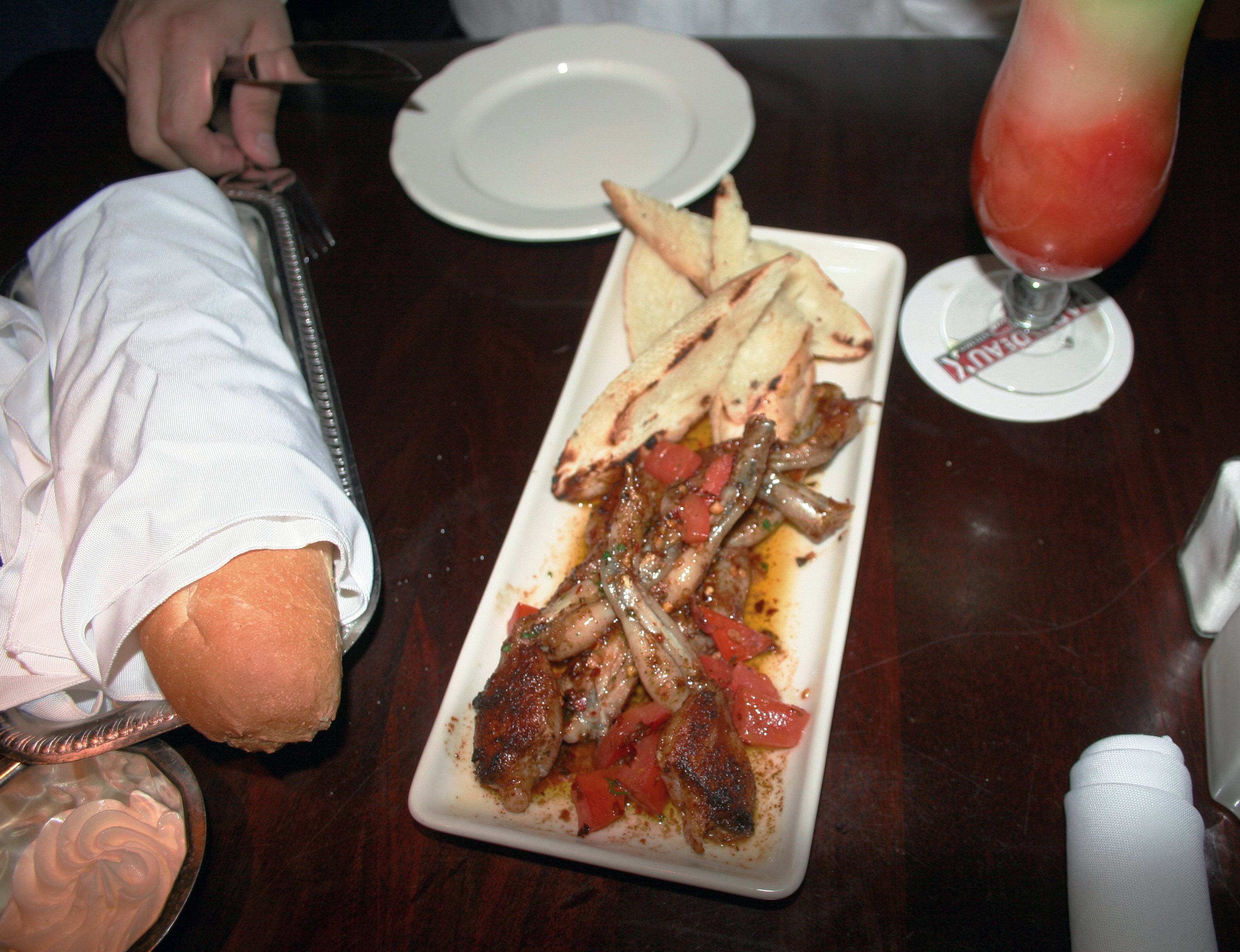
پای قورباغهٔ سرخ‌شده در شراب گُلی.

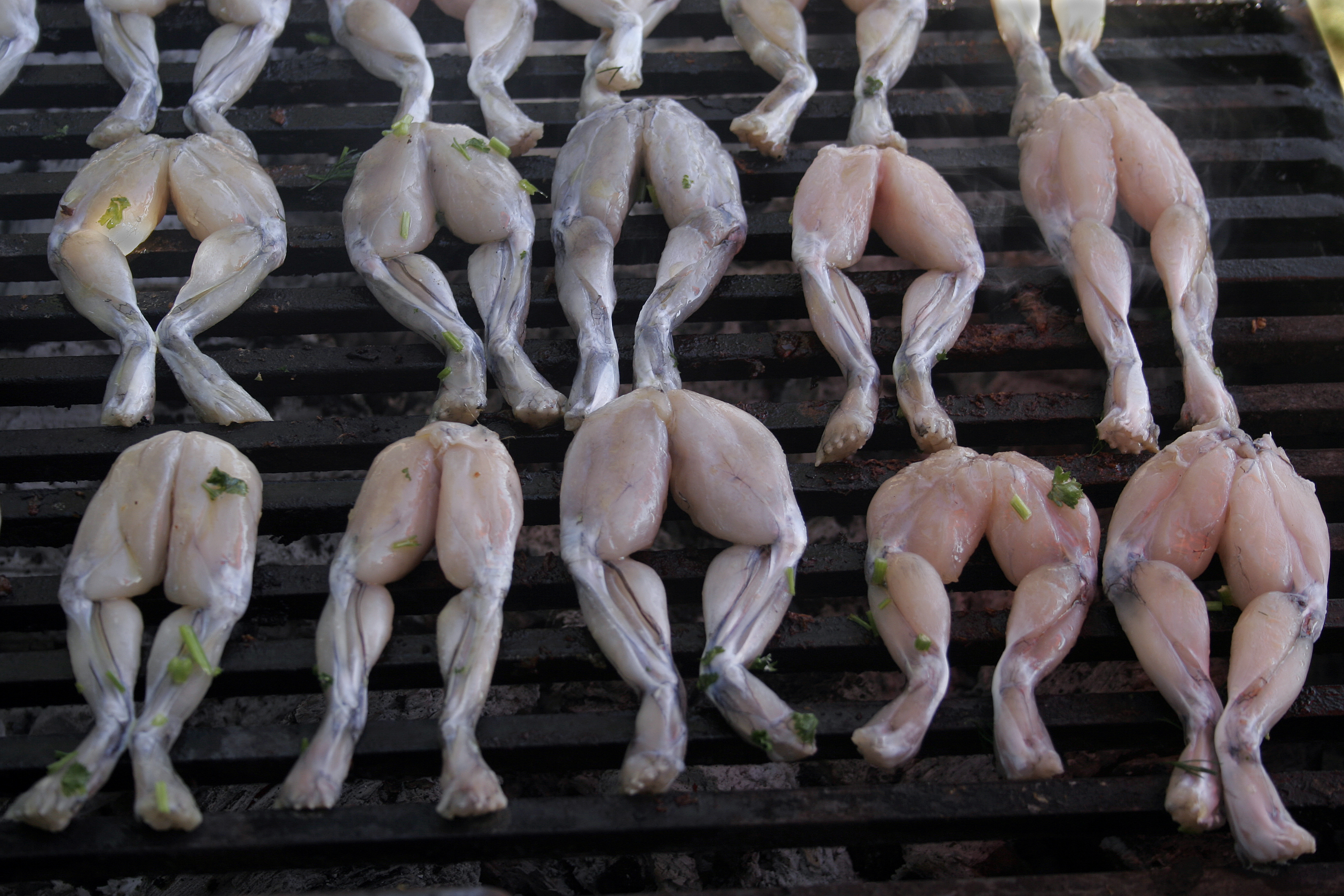
پای قورباغه

پای قورباغه یکی از خوراکی‌های شناخته شده در آشپزی فرانسوی و آشپزی چینی است. این خوراک همچنین در مناطق دیگر جهان مانند تایلند، اندونزی، ویتنام، منطقه آلنتیخو در پرتغال، اسپانیا، آلبانی، اسلوونی، شمال‌غرب یونان ایالت کرالای هندوستان و منطقه پیمونت در ایتالیا، و همچنین مناطق جنوبی ایالات متحده مصرف می‌شود. در سال ۲۰۱۴، اندونزی بزرگترین صادرکننده و همین‌طور مصرف‌کنندهٔ پای قورباغه جهان بود. در مناطقی مثل برزیل، مکزیک و کارائیب هنوز هم قورباغه‌ها را غیرخوراکی می‌دانند. پای قورباغه سرشار از پروتئین، اسید چرب امگا ۳، ویتامین آ و پتاسیم است. به خاطر عطر و طعم ملایم آن‌ها و داشتن بافتی شبیه بال جوجه، اغلب گفته می‌شود مزهٔ آن‌ها مثل جوجه است. مزه و بافت گوشت قورباغه تقریباً چیزی بین جوجه و ماهی است. قورباغه در بعضی از کشورها مثل ویتنام به صورت تجاری مطرح شد. ماهیچه‌های قورباغه به سرعت ماهیچه‌های حیوانات خون‌گرم (به عنوان مثال، جوجه) دچار جمود نعشی نمی‌شوند، بنابراین گرمای حاصل از پخت‌وپز می‌تواند موجب کشش ناگهانی و جمع شدن پاهای قورباغه گردد.

## مسائل

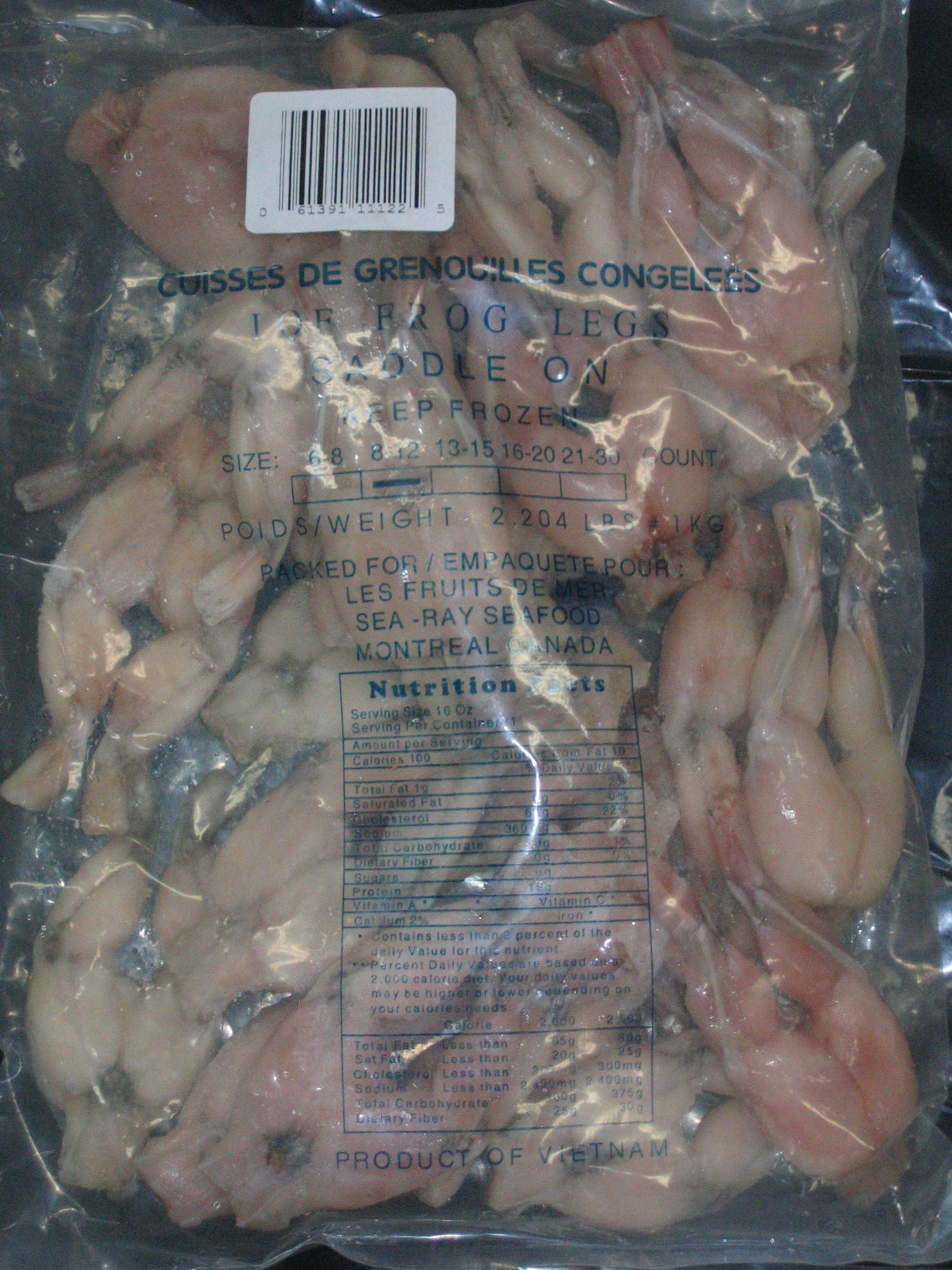
یک کیسه از پاهای قورباغه بسته‌بندی شده و منجمد وارداتی از ویتنام

### تجاری
میزان تجارت بین‌المللی پاهای قورباغه هر سال به ارزش ۴۰ میلیون دلار آمریکا است، که بیشتر کشورهای دنیا در این تجارت سهیم هستند. فرانسه، بلژیک و ایالات متحده بزرگترین واردکنندگان پای قورباغه هستند، در حالی که اندونزی و چین بزرگترین صادرکننده‌های بین‌المللی هستند. در حالی که این ارقام برای مصارف داخلی نیستند، وقتی میزان تولید قورباغه از مزارع در نظر گرفته شود، به‌طور محافظه‌کارانه تخمین زده می‌شود که در سراسر جهان هر سال انسان‌ها بیش از ۳٫۲ میلیارد قورباغه را به عنوان غذا به مصرف می‌رسانند.

### محیط زیست
بسیاری از طرفداران محیط زیست اصرار دارند مصرف قورباغه به ویژه قورباغه‌های شکار شده از طبیعت وحشی محدود گردد- به خاطر اینکه جمعیت دوزیستان کاهش می‌یابد و قورباغه‌ها از عناصر ضروری اکوسیستم هستند. طرفداران حفظ محیط زیست هشدار می‌دهند که قورباغه‌ها نسبت به تغییرات محیطی، بیماری، تخریب زیستگاه و آلودگی حساس هستند بنابراین تقاضاهای مربوط به پخت‌وپز قورباغه مناطقی را به‌طور جدی تهی از قورباغه می‌سازد.

### مذهبی
بر اساس قوانین دین یهود در مورد غذا، خزندگان و دوزیستان ناپاک هستند؛ بنابراین پای قورباغه کوشر نیست و استفاده از آن برای یهودیان ممنوع است.
بر اساس احکام غذایی اسلام گوشت قورباغه حرام است. گوشت قورباغه به دو دلیل حلال نیست: گوشتی که مصرف می‌شود نباید نفرت‌انگیز باشد و قورباغه به همراه مورچه، مگس و پرندگان دریایی حیواناتی هستند که نباید توسط مسلمانان کشته شوند. این وضعیت حرام بودن موجب جنجال در دماک، اندونزی شده‌است. مقامات آنجا از صاحبان رستوران‌ها خواسته‌اند پای قورباغه سرو نکنند، چرا که تصویر دماک را به عنوان اولین شهر اسلامی جاوه لکه‌دار کرده، و همچنین توسط ساکنان شهر که اساساً پیرو مکتب شافعی-که خوردن پای قورباغه را قدغن کرده هستند- مورد مخالفت واقع شده‌است. در احکام غذایی اسلام بحث‌ها و اختلافاتی در مورد مصرف پای قورباغه وجود دارد. جریان‌های اصلی مذهب شافعی، حنفی و حنبلی با شدت خوردن قورباغه را ممنوع کرده‌است، اما براساس مکتب مالکی تنها خوردن نوع خاصی از قورباغه‌ها جایز است، قورباغه سبز معمولاً در مزارع برنج یافت می‌شود در حالی که انواع دیگر به ویژه قورباغه‌هایی که پوست تاول زده دارند سمی و ناپاک در نطر گرفته می‌شوند و بنابراین نباید خورده شوند.

## در آشپزی دنیا

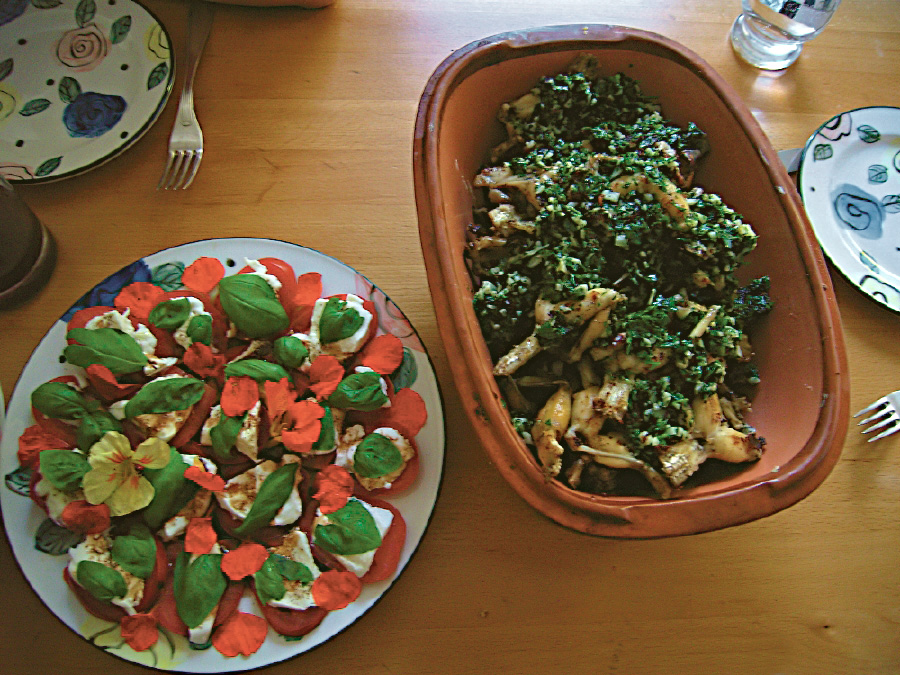
پای قورباغه با سیر، آماده خوردن

### فرانسه
مصرف گسترده پای قورباغه نسبتاً جدید، و مربوط به ۲۰۰ سال گذشته‌است.

### چین

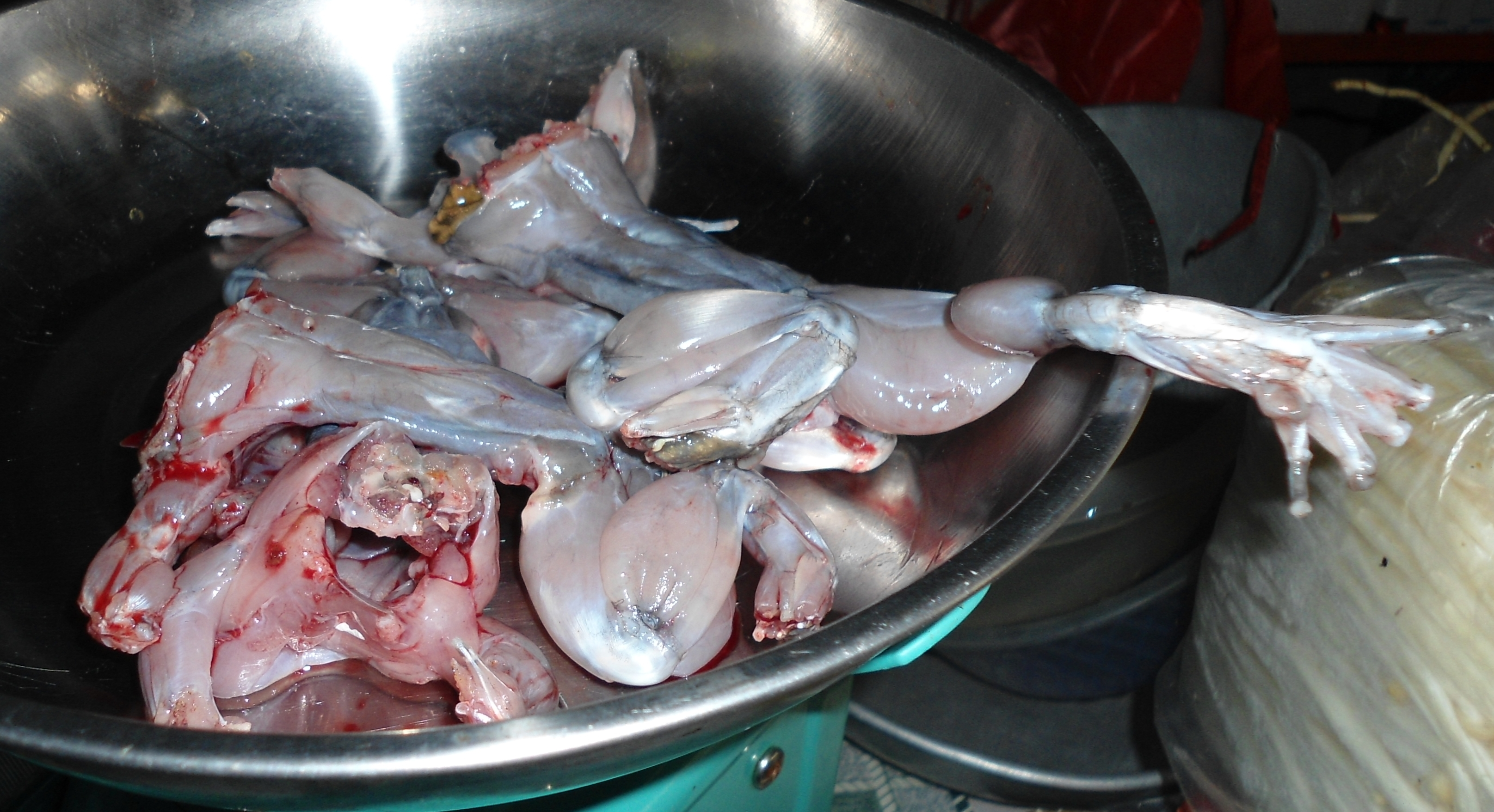
گوشت تازه قورباغه در مغازه‌ای درهایکو، چین

خوردن پای قورباغه در چین، به ویژه در آشپزی سنتی جنوب چین رایج است. در بعضی از مناطق چین مثل سیچوآن غوک بزرگ آمریکایی و قورباغه خوک در مقیاس بزرگ در مزارع پرورش داده می‌شوند.
در آشپزی چینی، پاهای قورباغه معمولاً در روغن داغ تفت داده شده و با ادویه کمی مخلوط می‌شود، آهسته پخته شده و سرخ شده یا توی کانکی-که در آشپزی کانتونی غذای محبوبی است- ریخته می‌شود

### اندونزی

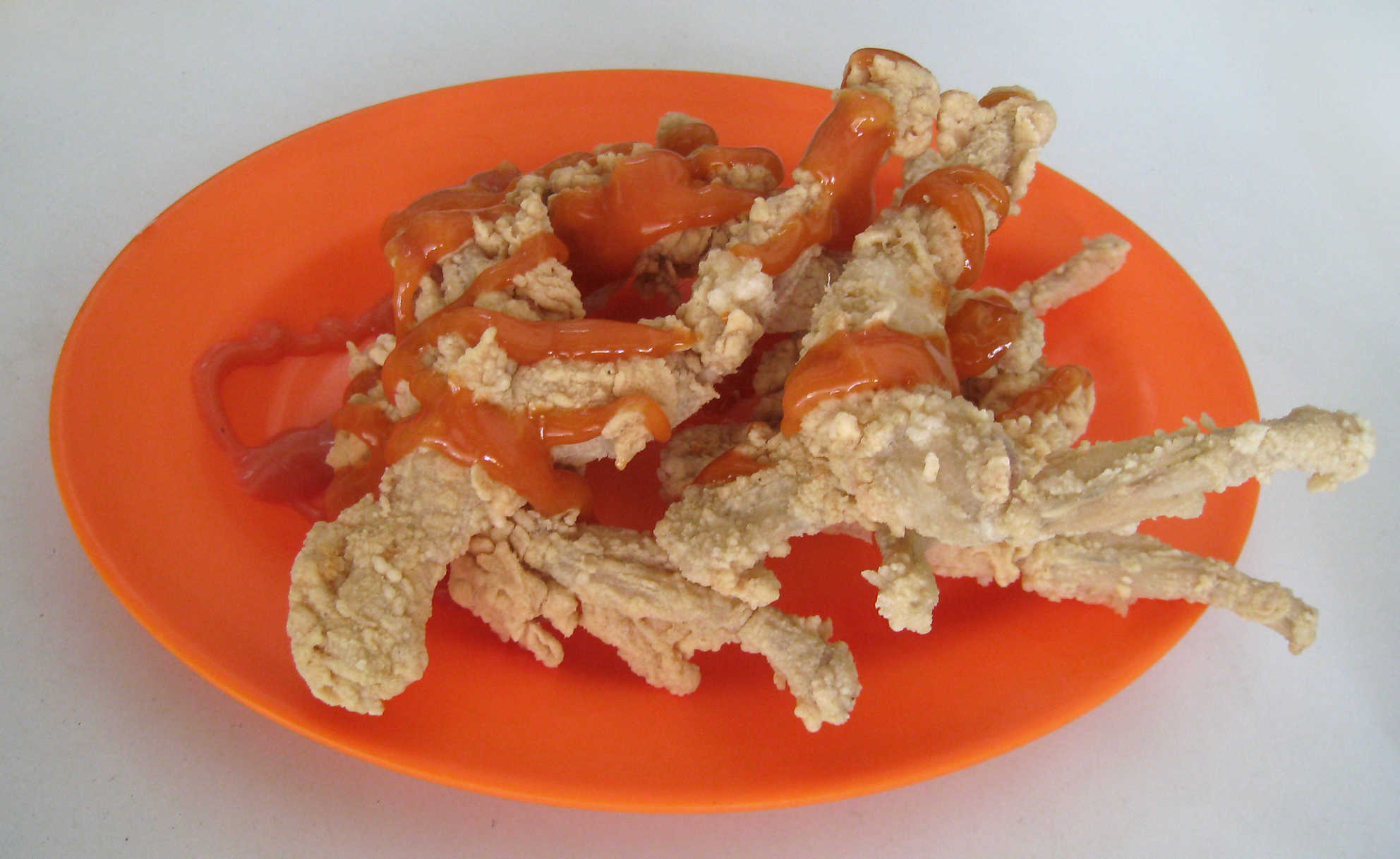
پاهای قورباغه پوشانده شده در خمیر و سرخ شده همراه با سس مایونز

در آشپزی اندونزیایی سوپ پای قورباغه سویکی یا سوایک نامیده می‌شود، و احتمالاً توسط مهاجران پینی به آنجا آورده شده و در آشپزی چینی- اندونزیایی محبوب است. سویکی اساساً سوپ پای قورباغه با مزه تند سیر، رنجبیل و دانه‌های تخمیر شدهٔ سویا همراه با برگ کرفس یا جعفری است.
اندونزی بزرگترین صادرکننده گوشت قورباغه-صدور بیش از ۵۰۰۰ تن گوشت قورباغه در هر سال-است که بیشتر آن به بلژیک، فرانسه و لوکزامبورگ صادر می‌شود. بیشتر عرضه پاهای قورباغه در اروپای غربی از مزارع قورباغه اندونزی سرچشمه می‌گیرد؛ به‌هرحال، این نگرانی وجود دارد که پاهای قورباغه صادر شده از اندونزی برخلاف مقررات از طبیعت وحشی صید شده و این کار ممکن است دوزیستان وحشی را با خطر مواجه کند.

### ایتالیا
پای قورباغه غذایی رایج در بخش‌های شمالی ایتالیا، به ویژه سراسر پیمونت و لمباردی و در محدوده این دو شهر به ویژه در ناحیه ورچلی پیمونت و نواحی پاویا و لوملینا در لمباردی است. پای قورباغه در این مکان‌ها قسمتی از سنتهای آشپزی باستان و غذای اصلی معمولی است. مصرف قورباغه عمدتاً به دسترس بودن این حیوان با توجه به فعالیت‌های روستایی و کشاورزی معمولی در این مکان‌ها مربوط است. معلوم نیست آیا سنت مصرف قورباغه در طول تسلط فرانسوی‌ها نشات گرفته‌است و بنابراین توسط فرانسوی‌ها وارد شده‌است یا قبل از آن زمان رایج بوده و فقط به خاطر تعداد زیاد قورباغه در این مناطق مربوط است.
حضور زیاد قورباغه‌ها عمدتاً به کشاورزی نمونه این مناطق مربوط است که همیشه به خاطر برنج معروفشان شناخته شده‌اند. در حقیقت مرتبط بودن تعداد زیاد قورباغه به کشت زیاد برنج درست است، چرا که به خاطر مزارع برنج و زیاد بودن سیستم کانال‌های آب مصنوعی که برای پر کردن مزارع برنج از آب در طول رشد برنج استفاده می‌شود محل زیست مناسبی را برای قورباغه‌ها فراهم می‌آورد. در طول دوره رشد وقتی مزارع هنوز زیر آب قرار دارند و حتی در طول زمانی که آب مزارع تخلیه می‌شود به‌طور کلی کشاورزان و مردم عادت دارند جمع شده و با یک تور به شکار قورباغه بروند، حتی در بعضی شهرها جلسات و بازی‌های شکار قورباغه ترتیب می‌دهند.
پای قورباغه در این مناطق مورد توجه زیادی قرار گرفته و بسیاری از شهرهای این مناطق روستایی میزبان جشنواره‌های غذایی هستند کهsagre نامیده می‌شود و تمرکز آن بر روز قورباغه است و در آنجا قورباغه‌ها به روش‌های گوناگونی آماده می‌شوند. این جشنواره‌ها معمولاً در طول تخلیه آب مزارع برنج تشکیل می‌شود. مصرف قورباغه‌ها موکداً به تولید برنج مشهور و سرزمین مادری بودن این زمین‌ها برای غذای ایتالیایی به نام ریزوتو مربوط است، چرا که یک از رایج‌ترین غذاها ریزوتو با گوشت قورباغه (risotto alle rane)است. روش‌های معمولی دیگر برای سرو قورباغه قرار دادن آن در خمیر تخم‌مرغ یا خرده نان و سپس سرخ کردن آن یا ریختن آن در سوپ یا خورشت است.

### اسلوونی
پای قورباغه غذای محبوبی در آشپزی اسلوونی به ویژه در مناطقی از اسلوونی شرقی است. پای قورباغه در لیوبلیانا، پایتخت کشور هم کاملاً محبوب است و «اساس آشپزی غذاهای سنتی شهر لیوبلیانا» محسوب می‌شود. تا دوران مدرن پای قورباغه به عنوان غذای دوران روزه‌داری محسوب شده و به ویژه در بهار محبوب بود. آن‌ها همچنین غذای سنتی محبوبی در دره ویپاوه در بخش غربی اسلوونی هستند و در رستوران‌های بیشماری در نواحی سنتی پنجگانه اسلوونی سرو می‌شود.

### کرواسی
پای قورباغه در بخش‌هایی از کرواسی، به ویژه در منطقه گورسکی کوتار در شمال غربی کشور محبوب است. پای قورباغه در بخش شهری لکو به عنوان غذای ویژه در نظر گرفته می‌شوند. در آنجا پای قورباغه به صورت پخته یا سرخ شده یا داخل خورش، گاهی اوقات هم کنار پالنتا سرو می‌شود.

### اسپانیا
در قسمت‌های غربی اسپانیا، اکسترمادورا و کاستیا و لئون، پای قورباغه را زیاد سرخ می‌کنند. اهالی این مناطق پای قورباغه را غذای لذیذی می‌دانند. پای قورباغه در اطراف ایبرو هم بسیار مورد توجه مردم است.

### آلبانی
در آلبانی پای قورباغه به عنوان یک غذای خوشمزه در نظر گرفته می‌شود. قورباغه‌ها بیشتر از طبیعت رام نشده جمع‌آوری می‌شوند.

### یونان
در یونان خوردن پای قورباغه بیشتر با شهر یوآنینا و دریاچه مجاور آن Pamvotida مرتبط است.

### ایالت متحده
پای قورباغه در قسمت‌هایی از ایالت‌های جنوبی آمریکا، به ویژه جنوب عمیق و ایالت‌های خلیج -جایی که نفوذ فرانسوی‌ها برجسته‌تر است- شامل :کارولینای جنوبی ،جورجیا، فلوریدا، آلاباما، میسوری و لوئیزیانا خورده می‌شود. در ایالت‌های شرقی هم پای قورباغه را می‌خورند ولی این کار رایج نیست. رایج‌ترین انواع قورباغه خوردنی گاوغوک آمریکایی و قورباغه لئوپارد است، چرا که تعداد آن‌ها در آمریکا به ویژه جنوب آن فراوان است.

### کارائیب
قورباغه غول پیکر خندق قورباغه‌ای است که از روی محل زندگی و طعمش نامگذاری شده‌است و در مونتسرات و دومینیکا خورده می‌شود. این قورباغه در حال حاضر در معرض انقراض قرار دارد.

### هندوستان
در بسیاری از قسمت‌های کرالا، به ویژه کرالای مرکزی، پای قورباغه غذای لذیذی محسوب می‌شود. معمولاً آن‌ها به صورت سرخ شده (و در مشروب فروشی‌های محلی به نام تادی شاپ) سرو می‌شوند.

### بریتانیا
استخوان‌های پخته‌شدهٔ پاهای قورباغه در یک حفاری باستان‌شناسی آمبزبری ویلتشر کشف شده‌است که به ۷۵۹۶ و ۶۲۵۰ قبل از میلاد بازمی‌گردد. این مدرک نشان می‌دهد که پای قورباغه بخشی از رژیم غذایی محلی بوده‌است. بعضی‌ها این را مدرکی می‌دانند که مشخص می‌کند بریتانیایی‌ها قبل از فرانسوی‌ها شروع به خوردن پای قورباغه کرده‌اند.